# 에이미 셈플 맥퍼슨
에이미 셈플 맥퍼슨 (Aimee Semple McPherson, Aimée, 1890년 10월 9일 ~ 1944년 9월 27 일)은 시스터 에이미 혹은 단순하게 시스터로 알려진 캐나다계 미국의 오순절 복음전도자이며 1920년대와 1930년대에 유명한 미디어 전도자이며, 포스퀘어 교회(Foursquare Church)를 설립하였다.
맥퍼슨은 북미에서 인기있는 엔터테인먼트의 매력이 커지면서 라디오를 사용하고 최초의 초대형 교회 중 하나인 앤젤스 성전(Angelus Temple)에서 주일 설교에 다른 형식을 포함 시켰기 때문에 현대 미디어 사용의 개척자로 기록되었다. 그녀 당시에 그녀는 빌리 선데이와 다른 전임자들을 능가하는 가장 유명한 개신교 전도자였다. 그녀는 많은 군중 앞에서 대중의 치유사역을 하였다. 수만 명의 사람들이 치유되었다고 증언하였다. 미국이 하나님의 영감에 의해서 설립되었다는 맥퍼슨의 주장은 오늘날 많은 교회목사들에 의해 계속 주장되고있다.
가족 문제와 교회 문제로 여러 화제를 불러일으켰으며, 특히 1926년 5월에 캘리포니아주의 샌타모니카에서 실종된 뒤 5주 후 멕시코 소노라주의 아과프리에타에서 발견되어 자신이 납치되었다고 주장한 사건은 국가적인 관심을 일으켰다. 맥퍼슨의 설교스타일, 광범위한 자선활동 및 에큐메니칼 운동에 헌신한 것은 20세기 카리스마적 기독교에 큰 영향을 미쳤다.

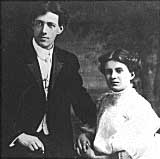
첫 남편 로버트와 에이미(1910)

## 출판물
- Declaration of Faith, The International Church of the Foursquare Gospel (1920)
- Aimee Semple McPherson (1921). 《The Second Coming of Christ: Is He Coming? How is He Coming? When is He Coming? For Whom is He Coming?》. A. McPherson. OCLC 8122641.
- Aimee Semple McPherson (1923) [1919]. 《This is That: Personal Experiences, Sermons and Writings of Aimee Semple McPherson, Evangelist》. The Bridal Call Publishing House. OCLC 1053806.
- Aimee Semple McPherson (1927). 《In the Service of the King: The Story of My Life》. Boni and Liveright. OCLC 513458.
- Perfection, Can a Christian Be Perfect?, Echo Park Evangelistic Association (1930)
- Aimee Semple McPherson (1936). 《Give Me My Own God》. H. C. Kinsey & Company, Inc. OCLC 1910039.
- Aimee Semple McPherson (1951). 《The Story of My Life: In Memoriam, Echo Park Evangelistic Association, Los Angeles》. OCLC 1596212.

## 추가 자료
- Bahr, Robert (April 1979). 《Least of All Saints: the Story of Aimee Semple McPherson》. Prentice-Hall. ISBN 978-0-13-527978-6. OCLC 4493103.
- Blumhofer, Edith L. (1993). 《Aimee Semple McPherson: Everybody's Sister》. Wm. B. Eerdmans Publishing. ISBN 978-0-8028-0155-5. OCLC 29184439.
- Cox, Raymond L. (1983). 《The Verdict is In》. R.L. Cox. OCLC 11315268.
- Epstein, Daniel Mark (1994년 7월 1일). 《Sister Aimee: The Life of Aimee Semple McPherson》. Houghton Mifflin Harcourt. ISBN 978-0-15-600093-2. OCLC 26300194.
- Morris, James; Morris, Jan (1973). 《The Preachers》. St. Martin's Press. ISBN 0-900997-41-9. OCLC 704687.
- Sutton, Matthew Avery (2009년 5월 31일). 《Aimee Semple McPherson and the Resurrection of Christian America》. Harvard University Press. ISBN 978-0-674-03253-8. OCLC 77504335.
- Thomas, Lately (1959). 《The Vanishing Evangelist: the Aimee Semple McPherson Kidnapping Affair》. Viking Press. OCLC 1575665.
- Thomas, Lately (1970). 《Storming Heaven: The Lives and Turmoils of Minnie Kennedy and Aimee Semple McPherson》. Morrow. OCLC 92194.
- Zaballos, Nausica (2011년 11월 23일). 〈La disparition de Soeur Aimee〉. 《Crimes et procès sensationnels à Los Angeles 1922-1962: Au-delà du Dahlia noir》. Paris: E-Dite. 103–140쪽. ISBN 978-2-84608-310-2. OCLC 779750888.